# Тъмните му материи (сериал)
Тъмните му материи (на английски: His Dark Materials) е фентъзи драматичен телевизионен сериал, базиран на едноименната трилогия от романи на Филип Пулман. Продуциран от Бед Уолф и Ню Лайн Прадакшънс за Би Би Си 1 и Ейч Би О, като последният е ангажиран със световното разпространение. Сериалът проследява сирачето Лайра Белакуа, докато търси изчезнал приятел и открива план за отвличане, свързан с невидима космическа субстанция, наречена Прах.
Първият сезон се състои от осем епизода и се излъчва премиерно на 3 ноември 2019 г. по Би Би Си 1 в Обединеното кралство и на 4 ноември 2019 г. по Ейч Би О в Съединените щъти и други пазари. Вторият сезон, състоящ се от седем епизода, се излъчва премиерно на 8 ноември 2020 г. във Великобритания и на 16 ноември 2020 г. в САЩ. Премиерата на третия сезон, който е последен, съдържащ осем епизода, е на 5 декември 2022 г. първо по Ейч Би О и на 18 декември 2022 г. във Великобритания. И трите сезона получават като цяло положителни отзиви, като похвалите са насочени към актьорския състав, визуалните ефекти, продукцията, музикалната партитура и вярността към оригиналния материал.

## Концепция
Тъмните му материи се развива в мултисветова реалност, където действието се прехвърля от един свят в друг. Сериалът е базиран на едноименната трилогия на Филип Пулман и започва в алтернативен свят, в който душите на хората се проявяват под формата на животински спътници, наречени даймони.
Историята проследява живота на младо момиче на име Лайра, сираче, което живее сред учени в колежа Джордан в Оксфорд – свят, управляван от религиозно-политическата организация, наречена Магистериум. Лайра разкрива опасна тайна, свързана с Лорд Азриел и Мариса Колтър, и се оказва в центъра на вещерско пророчество, според което тя ще промени света.
В търсене на изчезнал приятел, Лайра разкрива верига от отвличания и връзка със загадъчно вещество, наречено Прах, което я повежда на епично пътешествие, преминаващо през различни светове.
Пророчеството на вещиците свързва съдбата ѝ и с Уил Пери – тийнейджър от обикновения свят, който също е преследван от фигури, свързани с неговия отдавна изчезнал баща.

## Актьорски състав

### Главен
- Дафни Кийн – Лайра Белакуа (по-късно известна като Лайра Силвъртонг), момиче, израснало в колежа Джордан в Оксфорд
- Рут Уилсън – Мариса Колтър, влиятелна фигура в Магистериума, майка на Лайра
- Ан-Мари Дъф – Маги "Ма" Коста, циганка, която преди това е кърмила Лайла (сезон 1)
- Кларк Питърс – Ректорът на колежа Джордан (сезон 1)
- Джеймс Космо – Фардер Корам ван Тексел, възрастен циганин и бивш любовник на Серафина (сезон 1)
- Ейрион Бейкър – лорд Карло Бореал, авторитетна фигура в Магистериума, пресичащ два свята; в света на Уил той е известен като сър Чарлс Латром (сезони 1 и 2)
- Уил Кийн – отец Хю Макфейл (по-късно кардинал и отец-председател), служител на Магистериума
- Лусиан Мсамати – лорд Джон Фаа от Западните цигани (сезон 1)
- Гари Луис – Торолд, асистент на Азриел (сезони 1 и 2)
- Люин Лоид – Роджър Парслоу, момче, работещо в кухнята, приятел на Лайра (сезони 1 и 3, гост в сезон 2)
- Даниел Фрогсън – Тони Коста, по-големият син на Ма Коста (сезон 1)
- Джеймс Макавой – лорд Азриел Белакуа, учен и изследовател, баща на Лайра, който води съпротивата срещу властта (сезони 1 и 3, гост в сезон 2)
- Джорджина Кембъл – Адел Старминстър, репортерка (сезон 1)
- Лин-Мануел Миранда – Лий Скоресби, аеронавт
- Рута Гедминтас – Серафина Пекала, вещица, кралица на вещиците от езерото Енара и бивша любовница на Корам
- Лия Уилямс – д-р Купър, учен от Магистериума, работеща в Болвангар, а по-късно и в Женева (сезони 1 и 3)
- Амир Уилсън – Уил Пери, ученик от гимназията в Оксфорд, чийто баща изчедва 13 години по-рано
- Нина Сосаня – Илейн Пери, майката на Уил (сезони 1 и 2, гост в сезон 3)
- Джейд Аноука – Рута Скади, кралица и вещица, бивша любовница на лорд Азриел (сезони 2 и 3)
- Шон Гилдър – отец Грейвс, член на магистуриема (сезон 2)
- Симон Кърби – д-р Мери Малоун, физик от света на Уил (сезони 2 и 3)
- Андрю Скот – полковник Джон Пери, морски пехотинец и изследовател, баща на Уил; в света на Лайра той е известен като шамана Станислаус Груман (сезони 2 и 3, гост в сезон 1)
- Терънс Стамп – Джакомо Парадиси, носителят на финия нож, обитаващ Читагаце (сезон 2)
- Адеуале Акинуйе-Агбадже – Огунуе, борец от съпротивата, вербуван от лорд Азриел (сезон 3)
- Джонатан Ейрис – командир Роук, висок няколко сантиметра галивеспианец, който работи като шпионин за лорд Азриел (сезон 3)
- Чипо Чунг (сезон 3) и Софи Оконедо (сезон 2) – Ксафания, ангел, който се е съюзил с лорд Азриел
- Саймън Харисън – Барух, ангел, който търси Уил, за да го привлече към каузата на лорд Азриел (сезон 3)
- Кобна Холдбрук-Смит – Балтамус, спътник на Барух (сезон 3)
- Джейми Уорд – отец Гомес, член на Магистериума (сезон 3)
- Амбър Фицджералд-Улф – Ама, глухо момиче, което носи провизии на госпожа Колтър, докато тя се крие (сезон 3)
- Сиан Клифърд – агент Салмакия, шпионин галивеспианец (сезон 3)
- Алекс Хасел – Метатрон, регентът на властта (сезон 3)

### Озвучаващ
- Хелън Маккрори (сезони 1 и 2) и Виктория Хамилтън – Стелмария, даймонът снежен леопард на Азриел
- Кит Конър – Панталеймон "Пан", даймонът на Лайра. Когато Лайра е дете, Пан има способността да се превръща в различни животни, въпреки че най-често срещаната му форма е бял хермелин. В третия сезон Пан приема формата на белка
- Елоиз Литъл – Салсилия, даймонът на Роджър (сезон 1)
- Фийби Шолфийлд – Алисия, даймонът гарван на Господаря (сезон 1)
- Либи Родлиф – Люба, даймонът на Тони Коста (сезон 1)
- Кристела Алонсо – Хестър, даймонът заек на Лий Скоресби (сезони 1 и 2)
- Дейвид Сучет – Кайса, даймонът сокол на Серафина Пекала
- Джо Тандберг (глас и улавяне на движение) – Йорек Бирнисън, бронираната полярна мечка
- Петър Серафинович (глас) и Джой Йохансон (улавяне на двежение) – мечката Йофур Ракнисън (сезон 1)
- Сопе Дирису – Серги, даймонът граблива птица на Рута Скади (сезони 2 и 3)
- Линдзи Дънкан – Октавия, даймонът гущер на отец Макфейл (сезони 2 и 3)
- Фийби Уолър-Бридж – Саян Кьотър, даймонът орел рибар на Джон Пери (сезон 2)
- Кейт Ашфийлд – Атал, мулефът (сезон 3)
- Ема Тейт – Милостивите криле и нейните харпии, които пазят Земята на мъртвите (сезон 3)
- Патриша Алисън – Пийд, даймонът котка на Уил (сезон 3)
- Тълъс Мидълтън – Паякообразният даймон на отец Гомес (сезон 3)

Освен това, главният кукловод Браян Фишър осигурява некредитирано озвучаване на даймонът рокселанов ринопитек на госпожа Колтър.